# Kujiratori
Kujiratori (くじらとり?  lit. "Ballena") es un cortometraje animado de 2001 escrito y dirigido por Hayao Miyazaki, que se muestra solo en el Museo Ghibli en Mitaka, Japón. La película tiene una duración de 16 minutos. Se dibuja en un estilo diferente y más simple en comparación con otras películas de Studio Ghibli y utiliza colores pastel brillantes. 
Kujiratori cuenta la historia de escolares que fingen que están construyendo un bote. A medida que la imaginación reemplaza a la realidad, se encuentran en el océano, buscando una ballena. Aparece una ballena grande y gentil que los acompaña a la tierra y juega con ellos. Luego termina la fantasía y los niños vuelven a su clase.
La película fue exhibida en el Festival internacional de cine infantil de Nueva York de 2002. Ha ganado el premio jifuji Noburō en los Premios de cine de Mainichi en 2001.